# Labeobarbus surkis
Labeobarbus surkis és una espècie de peix pertanyent a la família dels ciprínids.

## Descripció
- Fa 43 cm de llargària màxima.[2][3]

## Alimentació
Els exemplars menors de 15 cm de llargària mengen sobretot zooplàncton i larves d'insectes, tot i que el consum de macròfits augmenta amb l'edat fins que, finalment i ja com a adults, constitueixen la major part de llur dieta.

## Hàbitat
És un peix d'aigua dolça, bentopelàgic i de clima tropical que viu entre 1-3 m de fondària.

## Distribució geogràfica
Es troba a Àfrica: el llac Tana i altres indrets d'Etiòpia.

## Observacions
És inofensiu per als humans.